# 静岡県立沼津商業高等学校
静岡県立沼津商業高等学校（しずおかけんりつ ぬまづしょうぎょうこうとうがっこう）は、静岡県駿東郡清水町徳倉に所在する公立の商業高等学校。

## 設置学科
- 総合ビジネス科
  - 会計マネジメントコース
  - マーケティングコース
  - 観光コミュニケーションコース
- 情報ビジネス科
  - SEコース
  - ICTコース
  - マルチメディアコース

## 沿革
- 1898年（明治31年）11月30日 - 駿東郡沼津町立沼津商業学校として開校。
- 1948年4月 - 学制改革に伴い静岡県立沼津商業高等学校と改称。
- 2003年4月 - 全日制、国際ビジネス科、情報ビジネス科に改正。
- 2008年4月 - 定時制課程の生徒募集停止。
- 2011年3月 - 定時制課程を閉課。
- 2013年4月 - 総合ビジネス科、情報ビジネス科に学科改編。

## 日商簿記甲子園
- 日本商工会議所が2024年度から開催する第1回全国高等学校日商簿記選手権大会（日商簿記甲子園）開催（日商簿記検定施行70周年記念事業）の参加校である[1]。

## 部活動
- 弓道部は、2007年全国高校総体弓道大会で女子団体が優勝を果たした。
- かつてあったラグビー部は、全国高等学校ラグビーフットボール大会で、第38回大会・第39回大会に連続出場した。

| - サッカー部 - ソフトテニス部 - ソフトボール部 - バドミントン部 - ホッケー部 - 弓道部 - 柔道部 - 卓球部 - 野球部 - バレーボール部（女子のみ） - バスケットボール部（男子・女子） - 陸上競技部 | - 会計実務部 - 情報処理部 - ワープロ部 - 商業美術部 - 吹奏楽部 - 書道部 - 茶華道部 - 家庭部 - 地域活性部 - 地域活性部写真取材班 |  |

## アクセス
- 東海バスが運行している。以下の路線バスに乗車[2]。

| 乗車駅およびターミナル | のりば・系統    | 下車停留所               |
| ---------------------- | --------------- | ------------------------ |
| JR東海道本線 沼津駅    | ④番:N74/N75     | 「沼津商業高校」（終点） |
| JR東海道本線 沼津駅    | ④番:N71         | 「梅田」、徒歩15分。     |
| JR東海道本線 沼津駅    | ②番:N27/N31/N32 | 「木の宮」、徒歩15分。   |
| JR東海道本線 三島駅    | ④番:N48/N49     | 「沼津商業高校」（終点） |

## 著名な出身者
- 明石海人（歌人）
- 小池禮三（水泳選手）
- 阿部英雄（実業家）
- 渡部修（磐田市長）
- 中島亥太郎（陸上選手　1932ロサンゼルス五輪出場）

## その他
- 国家資格の基本情報技術者試験（FE）の午前科目免除制度の認定校となっている[3][4]。